# Hipposideros dinops
Hipposideros dinops är en fladdermusart som beskrevs av K. Andersen 1905. Hipposideros dinops ingår i släktet Hipposideros och familjen rundbladnäsor. IUCN kategoriserar arten globalt som otillräckligt studerad. Inga underarter finns listade i Catalogue of Life.
Arten förekommer på Salomonöarna. Den vistas i låglandet och i kulliga områden upp till 400 meter över havet. Individerna vilar ensam eller i mindre flockar med upp till 12 medlemmar i grottor.